# Beans (film)
Pour les articles homonymes, voir Beans.
Pour plus de détails, voir Fiche technique et Distribution.
Beans est un film dramatique canadien réalisé par Tracey Deer et sorti en 2020. Le film raconte la crise d'Oka de 1990 à Kanesatake que la réalisatrice a vécue enfant.
La première du film a lieu le 13 septembre 2020 au Festival international du film de Toronto (TIFF), où il termine deuxième pour le prix du public. Il est aussi projeté au New York International Children's Film Festival en mars 2021.
Le film remporte plusieurs prix au Canada et à l'international, notamment au 9e prix Écrans canadiens en 2021.

## Synopsis
Le film raconte les évènements de la crise d'Oka du point de vue de la jeune Beans, fille mohawk de 12 ans.

## Fiche technique
Source : IMDb et Films du Québec
- Titre original : Beans
- Réalisation : Tracey Deer
- Scénario : Tracey Deer et Meredith Vuchnich
- Musique : Mario Sévigny
- Conception visuelle : André Chamberland
- Costumes : Éric Poirier
- Maquillage : Drew McComber
- Coiffure : Pamela Warden
- Photographie : Marie Davignon
- Son : Yann Cleary,  Sylvain Bellemare, Stéphane Bergeron
- Montage : Sophie Farkas Bolla
- Production : 	Anne-Marie Gélinas
- Société de production : EMA Films
- Sociétés de distribution : Mongrel Media, Métropole Films Distribution
- Pays de production :  Canada
- Tournage : fin août jusqu’au début octobre 2019 à Kahnawake, Kanesatake, Oka et Montréal dont Pensionnat du Saint-Nom-de-Marie
- Langue originale : anglais
- Format : couleur
- Genre : drame
- Durée : 92 minutes
- Dates de sortie :
  - Canada : 13 septembre 2020 (première à la 45e édition du Festival international du film de Toronto)
  - États-Unis : 5 mars 2021 (Festival international du film de Miami)
  - Canada : 2 juillet 2021 (sortie en salle au Québec)
  - Canada : 18 janvier 2022 (DVD et Blu-ray)
- Classification :
  - Québec : 13 ans et plus[3]

## Distribution
- Kiawentiio Tarbell (VQ : Alice Déry) : Beans / Tekahentahkhwa
- Rainbow Dickerson (VQ : Manon Leblanc) : Lily, la mère de Beans
- Violah Beauvais (VQ : Emma Bao Linh Tourné) : Ruby, la petite sœur de Beans
- Paulina Jewel Alexis (VQ : Natasha Kanapé Fontaine) : April, l'amie de Beans
- D’Pharaoh Woon-a-Tai (VQ : Matis Ross) : Hank, frère d'April
- Joel Montgrand (VQ : Samian) : Kania'Tariio, le père de Beans
- Taio Gélinas (VQ : Mathéo Savard-Piccinin) : Coyote
- Brittany LeBorgne (en) (VQ : Rose-Maïté Erkoreka) : Karahwen'hawi (Hawi), cousine de Beans
- Kelly Beaudoin : Hazel
- Jay Cardinal Villeneuve (VQ : Frédérik Zacharek) : Gary, père d'April et Hank
- Dawn Ford : Mme Arsenault de l'Académie Queen Heights
- Ida Labillois-Montour : Dorothy
- Caroline Gélinas : Victoria
- Angie Reid (VQ : Marie-Evelyne Lessard) : tante Mimi
- Alexander Bisping : policier avec le mégaphone au barrage

## Production
L'histoire semi-autobiographique est basée sur les évènements historiques que Deer a vécus quand elle était enfant. Même si la réalisatrice a inclus des passages durs, elle a dit vouloir éviter que le film soit traumatisant pour les spectateurs. Le film est déconseillé aux moins de 14 ans. Le tournage a eu lieu à Kahnawake et à Montréal en 2019.
Deer a commence à écrire le scénario en 2012. Cela a été un long processus de sept ans, en partie parce que se remémorer la crise d'Oka a fait remonter de douloureux souvenirs. Elle a suivi une thérapie pour l'aider à gérer cela. Meredith Vuchnich a collaboré avec elle pour l'écriture du scénario.

## Accueil

### Accueil critique
En juillet 2021, le site agrégateur de critiques américain Rotten Tomatoes affiche un score de 93 % d'avis favorables sur un total de vingt-sept critiques. Alexandre Vigneault du site La Presse attribue quatre étoile au film.
Beans a été listé au Canada's Top Ten du TIFF pour les longs-métrages.

### Nominations et récompenses
Le film a remporté le prix du meilleur film au 9e prix Écrans canadiens en 2021, ainsi que le prix John Dunning du meilleur long-métrage pour un premier film. À la Berlinale 2021, le film remporte l'Ours de cristal du meilleur film dans la catégorie Génération Kplus. En 2022, le film fait partie des cinq finalistes de la 11e édition du Prix collégial du cinéma québécois (PCCQ), le lauréat sera choisi par des étudiants de 53 collèges et cégeps répartis à travers le Québec.

## Annexe

### Sources
- « Beans », sur emafilms.com, EMA Films (consulté le 3 juillet 2021).